# 63式装甲兵員輸送車
63式装甲兵員輸送車（中国語: 63式裝甲運兵车／63式履带装甲输送车）、WZ-531/YW-531（工厂代号531／永定机械厂外贸531））は、中華人民共和国が開発した装甲兵員輸送車である。
当初、西側諸国からは“K-36”、“M1967”、“M1970”等のコードネームで呼称されていた。

## 概要
中国にとって、ソビエト連邦の技術援助を受けずに独自に設計した、初の純国産装甲戦闘車両でもある。
中国人民解放軍内では、1956年より量産の開始された初の国産戦車である59式戦車の部隊配備開始に伴い、戦車に追随して機甲戦闘が行える装甲兵員輸送車に対する要求が強まった。当初はソビエトより技術供与と部品の提供を受けていたとはいえ、中国独力で59式戦車を生産できるようになっていたことは、純国産の装甲戦闘車両の開発も不可能ではないとされ、1958年より開発が始まったのが、63式の原型である「58式装甲兵員輸送車（中国語: 58式装甲输送车）」である。
58式兵員輸送車の試作車は制式承認にやや遅れて1959年3月に完成したが、各種試験の結果発揮された性能は要求水準を満たすことができず、開発計画は中断された。これを受けて、58式の設計を基にして改めて開発されたのが、63式装甲兵員輸送車である。

## 開発
58式装甲兵員輸送車の改良設計型の試作車は1959年11月に完成したが、試験の結果やはり要求水準を満たすことができず、大幅に設計を変更した新型走行兵員輸送車の設計案がまとめられ、更に生産型は開発中の軽戦車及び水陸両用戦車（後の62式軽戦車及び63式水陸両用戦車）と部品を共通化することが求められたため、各部の設計を上記2車種と共通化した最終設計案が完成した。
1962年2月には試作車が完成し、試験の結果良好な成績を示し、翌年より「1963式履帯式装甲輸送車（製品番号　WZ-531)」、通称「63式装甲兵員輸送車（中国語: 63式装甲運兵车）」として中国北方工業公司において生産が開始された。
63式装甲兵員輸送車は翌年1964年の大規模演習で諸外国への披露を兼ねて大々的に運用されたが、その際に発覚した問題点も多く、1965年から改良型の開発が開始された。
1966年には改良型の試作車が完成し、「WZ-A531」の制式番号が与えられ、「63式A型装甲兵員輸送車」と仮称されて63式に替わって生産が開始された。しかし、直後に中国国内で文化大革命が発生したために中国軍内での正式承認が遅れ、制式名称が与えられないまま生産と部隊配備が行われた。結果、生産が切り替えられて以後も制式名称は「63式装甲兵員輸送車」のままであり、書類上で「WZA-531」として正式に承認されたのは1985年になってのことである。

## 構造
63式の車体構造は、車体前部左側に操縦手席、その後方に1名分の乗員席（乗車戦闘分隊指揮官席）、車体前部右側に車長席を持ち、中央部に機関室、後部に銃手席と天面ハッチを備えた兵員室を持つオーソドックスな構造になっている。
車体は単純な平面形状の鋼板の溶接で構成されており、その装甲防御力は7.62mm弾を防ぐことが可能である（12.7mmに対する防御力はない）。また、車体は水密構造になっており、水上走行能力を備えている。浮航時には車体前面に装備されている波切板を立て、キャタピラを駆動させて推進力を得る。転輪は片側4個で、上部支持輪は無い。
武装は車体上部に搭載された12.7mm重機関銃1挺のみであり、DShK38重機関銃の中国生産版である54式重機槍が搭載されている。車体側面には乗車した兵員が手持ちの自動小銃を使用できる蓋付きの射撃孔が設けてあり、射撃孔は車体後部の兵員扉にも設置されている。

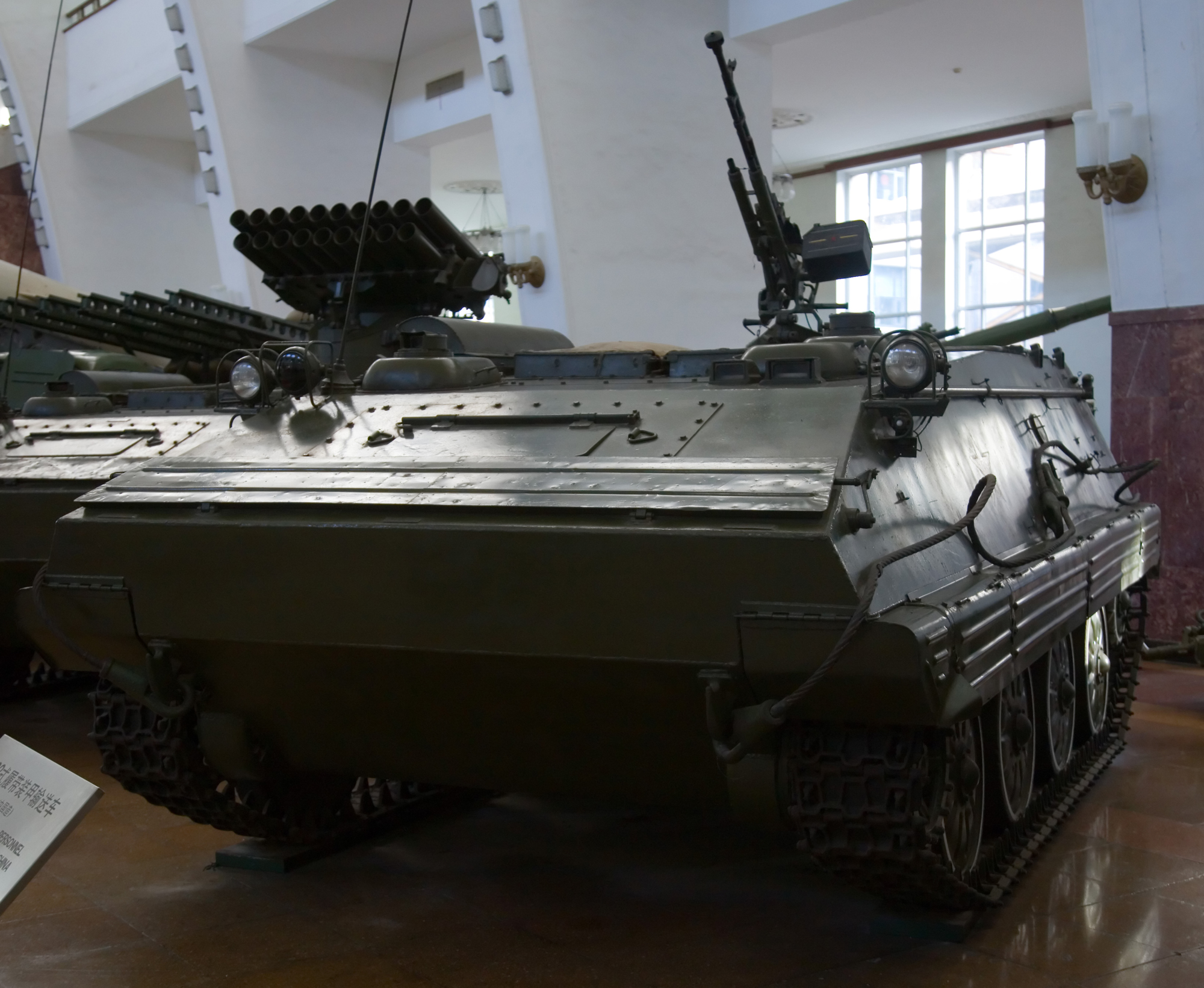
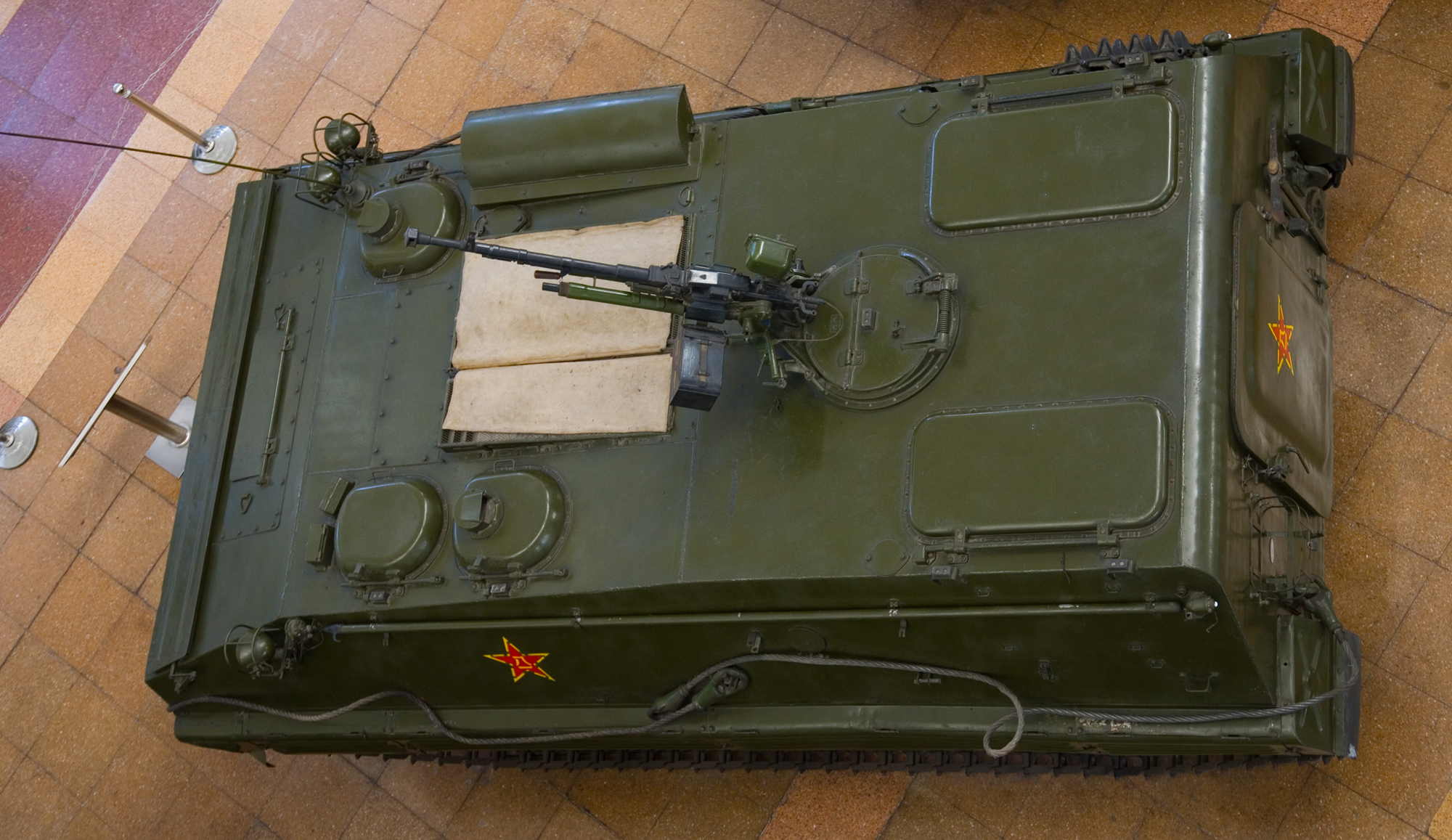
上面より 各ハッチの配置がわかる。機関銃の前方（向かって左）にあるエンジンの吸気グリルは布製カバーで覆われている。
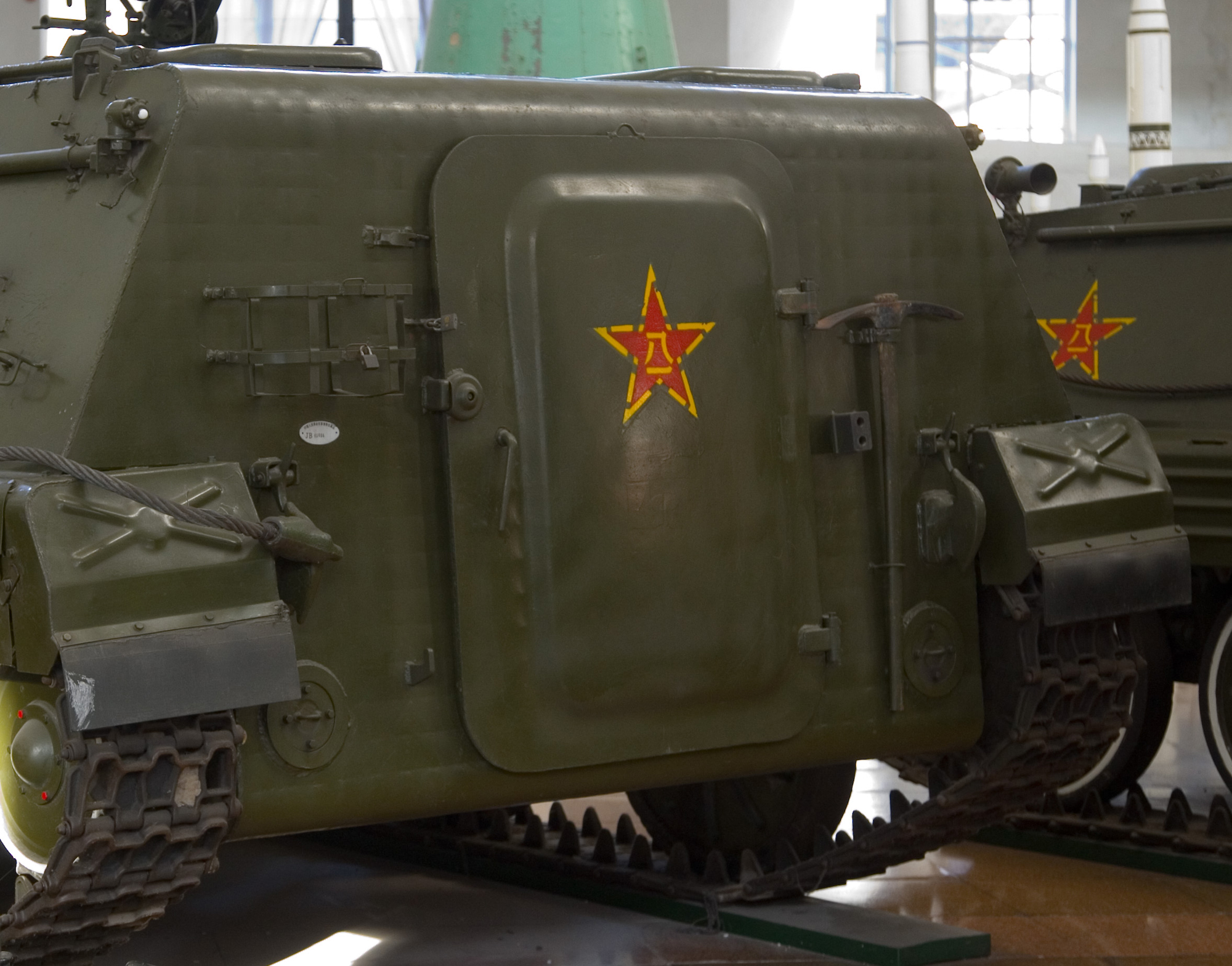
車体後面 この車両には扉に射撃孔がない

## 比較
|          | AMPV        | M113         | FV432        | Pbv 301     | 60式        | 63式         | 73式        |
| -------- | ----------- | ------------ | ------------ | ----------- | ----------- | ------------ | ----------- |
| 画像     |             |              |              |             |             |              |             |
| 全長     | 7.2 m       | 4.86 m       | 5.25 m       | 4.66 m      | 4.85 m      | 5.476 m      | 5.80 m      |
| 全幅     | 3.7 m       | 2.69 m       | 2.80 m       | 2.23 m      | 2.40 m      | 2.978 m      | 2.90 m      |
| 全高     | 3.1 m       | 2.50 m       | 2.28 m       | 2.64 m      | 1.70 m      | 2.58 m       | 2.21 m      |
| 重量     | 39 t        | 12.3 t       | 15.3 t       | 11.7 t      | 11.8 t      | 12.6 t       | 13.3 t      |
| 最大出力 | 600 hp      | 275 hp       | 240 hp       | 150 hp      | 220 hp      | 320 hp       | 300 hp      |
| 最高速度 | 61 km/h     | 64 km/h      | 52 km/h      | 45 km/h     | 45 km/h     | 65 km/h      | 60 km/h     |
| 乗員数   | 2名+兵員6名 | 2名+兵員11名 | 2名+兵員10名 | 2名+兵員8名 | 4名+兵員6名 | 2名+兵員13名 | 4名+兵員8名 |

## 80式装甲兵員輸送車
1980年代に入り、中国北方工業公司（NORINCO）ではWZ-531を海外市場向けに大規模に販売することを計画し、エンジンをドイツ製BF8L413F 空冷V型8気筒ディーゼルエンジンに換装、新型無線機を搭載するなどの改良を施した車両を設計し、この設計案は中国軍当局より「YW-531C」の制式番号を与えられた。
1981年10月には試作車が完成し、翌1982年からは生産と輸出が開始されている。YW-531Cは中国国内では「80式装甲兵員輸送車（中国語: 80式装甲運兵车」もしくは「63式外貿型（外贸型63式裝甲運兵车）」と呼称された。

## 63-I式（WZB-531）
63式装甲兵員輸送車をベースとした自走砲である「70式122mm自走榴弾砲（WZ-302）」の開発に当たり、63式のオリジナル車体では122mm砲の搭載能力が不足したため、転輪を4組から5組に増加させて車体を延長するなど足回りを中心に設計を変更した試作車が開発され、これは「WZB-531(531B)」と命名された。
WZB-531は63式の車体延長型としての新型装甲兵員輸送車として1981年に制式化され、「63-I式（63式I型）装甲兵員輸送車（中国語: 63-I式（63式I型）装甲運兵车）」の制式名称が与えられた。

## 63-II式（WZ-531G/WZ-531K）

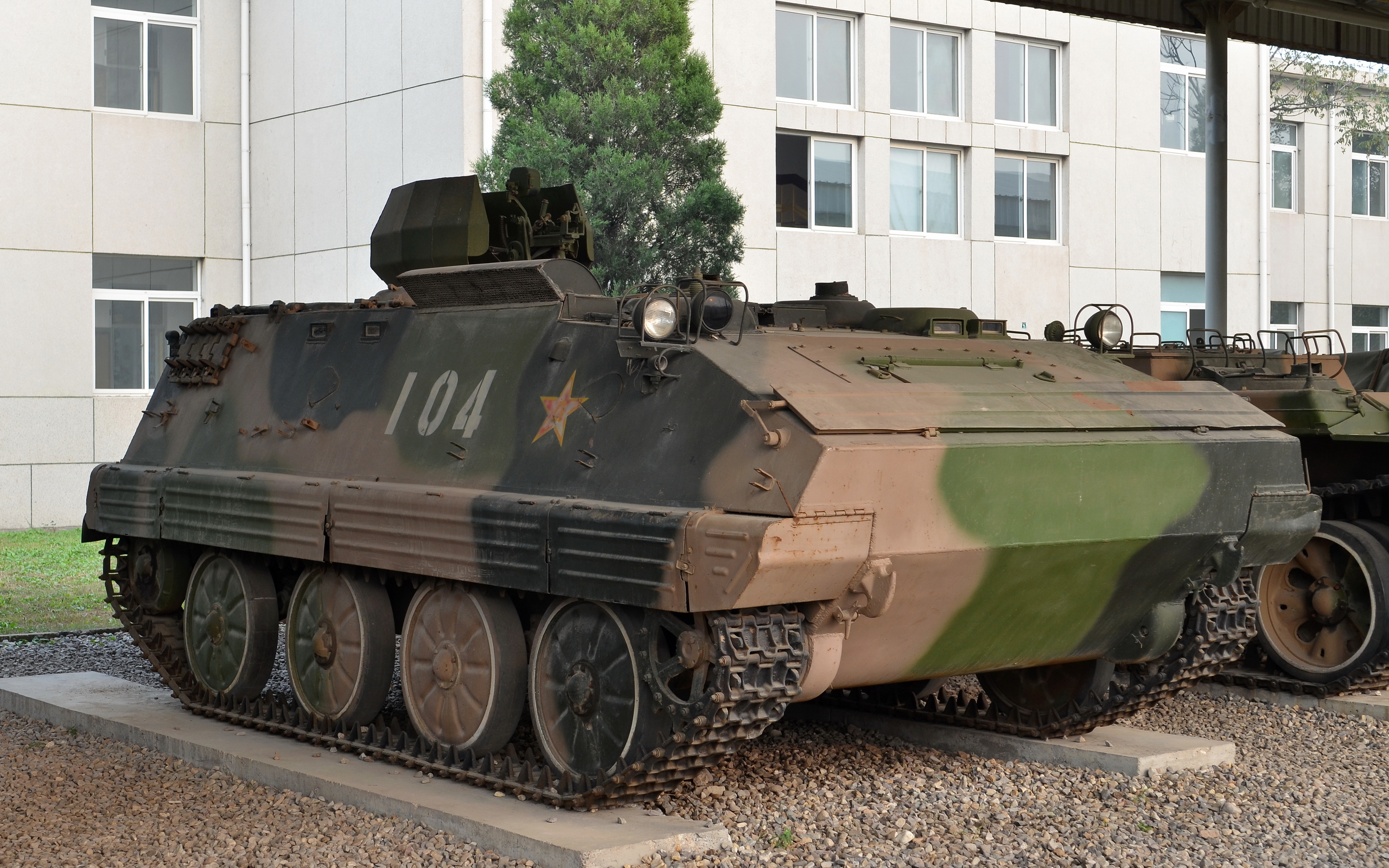
63-II式（WZ531）

中華人民共和国政府は1980年代に入って急速に成長した成果を世界に誇示するための機会として1984年の第三十五回国慶節（建国35周年記念日）を重要な国家行事と位置付け、国慶節記念軍事パレードに合わせて新型軍用車両を大規模に公開する計画を立案した。
63式装甲兵員輸送車もこの計画に向けた新型車両装甲兵員輸送車のベース車両として選定され、そのための改修設計作業が1984年1月から開始されて開発は突貫作業で進められた。63-I式（WZB-531）と63式外貿型（YW-531C）の開発で得られた成果が併せて盛り込まれ、同年の8月には原型試作車が完成、「63-II式（63式II型）装甲兵員輸送車（WZ-531G）（中国語: 63-II式（63式II型）装甲運兵车）」として制式採用され、予定通り第三十五回国慶節の軍事パレードで一般に公開された。
63-II式は部隊配備後に通信装置を新型に換装しており、この車両は「WZ-531K」と命名されている。
WZ-531G/WZ-531Kは80式装甲兵員輸送車の更なる発展型である「85式/89式装甲兵員輸送車（WZ-531H/YW-531H / WZ-534/YW-534）」のベース車両ともなっている。

## 運用と実戦経験

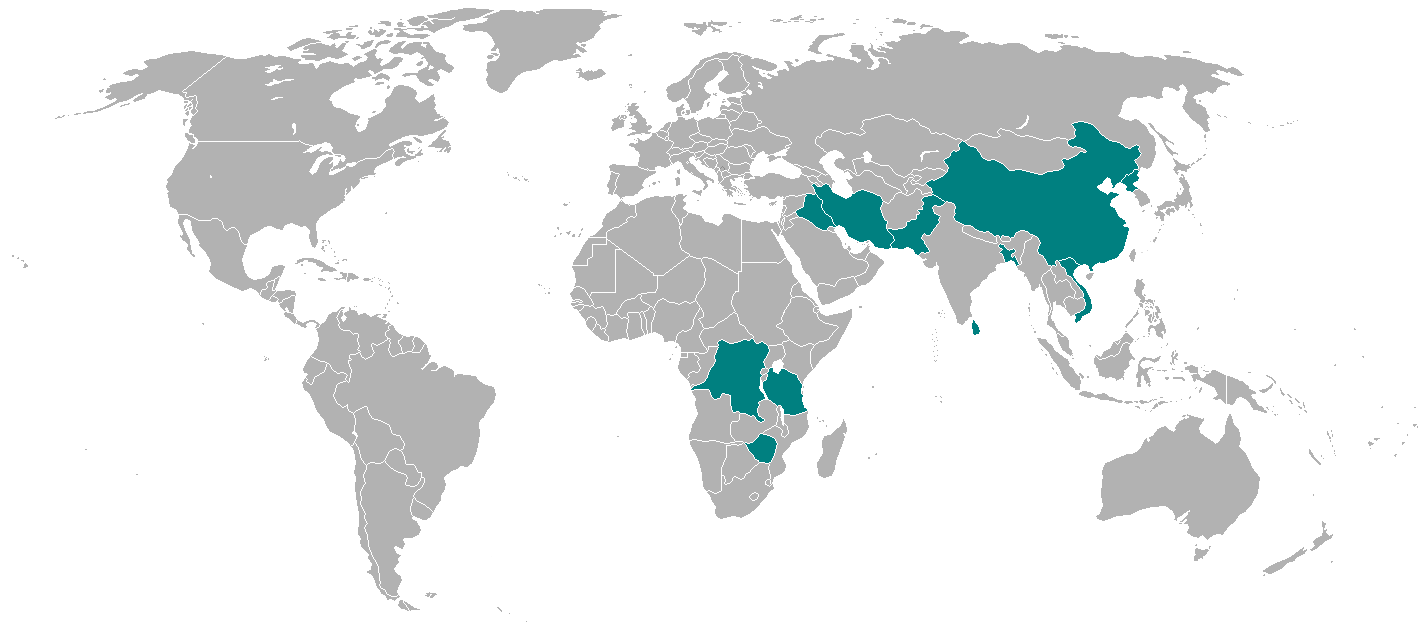
63式装甲兵員輸送車の運用国

63式装甲兵員輸送車は各種派生型も含めて現在でも約2,300輌以上が配備されている。
また、北朝鮮、アルバニア、イラク（退役）、イラン、スーダン、タンザニア、ベトナム、ジンバブエ、ザイール（後のコンゴ民主共和国）に輸出され、ベトナム戦争で当時の北ベトナム人民軍が、ウガンダ・タンザニア戦争でタンザニア軍が、アンゴラ内戦でザイール軍が、中越戦争でベトナム人民軍と中国人民解放軍の双方が、イラン・イラク戦争でイラク軍が使用した。イラク軍は湾岸戦争とイラク戦争でも実戦に投入した。
1989年の天安門事件の際にはYW-701指揮通信車と共に天安門広場に突入してデモ隊を蹴散らしているシーンがTV映像や報道写真を通じて全世界のマスメディアに流れ、同じく無名の反逆者で有名となった59式戦車とともに中国軍の代表的車両として広く知られるものとなった。

## 各型および派生型
兵員輸送型
63式(WZ-531/YW-531)
初期量産型。7.62mm機関銃装備。
63A式（WZA-531/YW-531A）
改良量産型。一番の識別点は12.7mm重機関銃を搭載していることである。一般に「63式装甲兵員輸送車」とされているのはこのタイプである。
63-I式（WZB-531）
車体延長型。転輪は5個。上部支持輪は3個。
63B式（YW-531B）
70式122mm自走榴弾砲の最初の試作車のベース車体。
63C式（YW-531C）
ドイツ製のエンジンを搭載した改良型。80式装甲兵員輸送車とも呼ばれる。
YW-750（WZ-750）
大型化した兵員室に担架を収容できるようにした装甲救急車型。
63-II式（WZ-531G）
63C式を基にした改良型。
WZ-531K
63-II式の通信装置を換装した型。
66式水陸両用装甲兵員輸送車（WZ-511）
海軍陸戦隊用の水陸両用能力強化型。車体前面に舳先型の鋼製大型フロートを装着し、給排気口に延長筒を装備している。
YD-801
63A式の消防車型。武装はなく、高圧ポンプや消火ホースを搭載している。

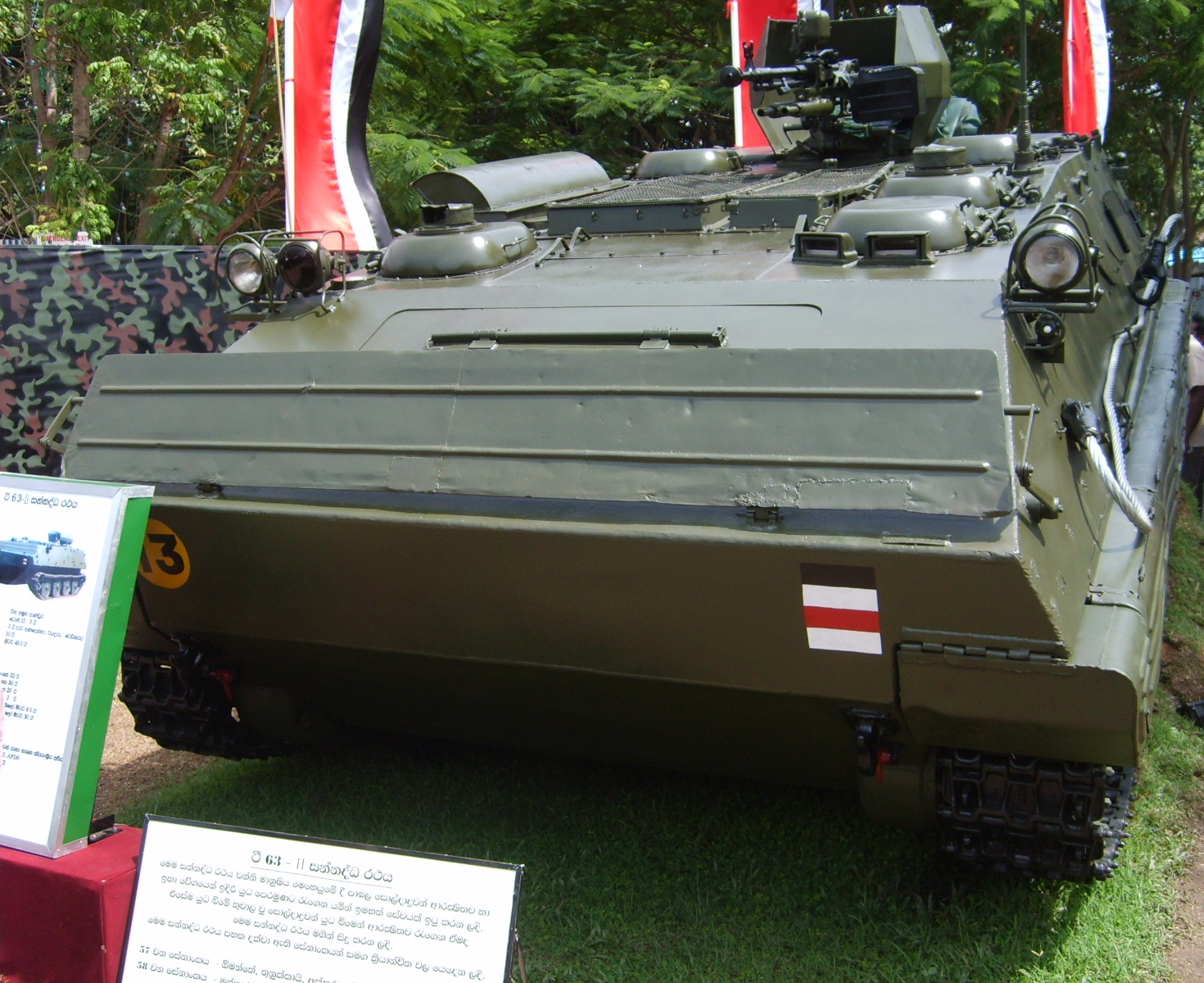
波切板を展開した状態の63-II式
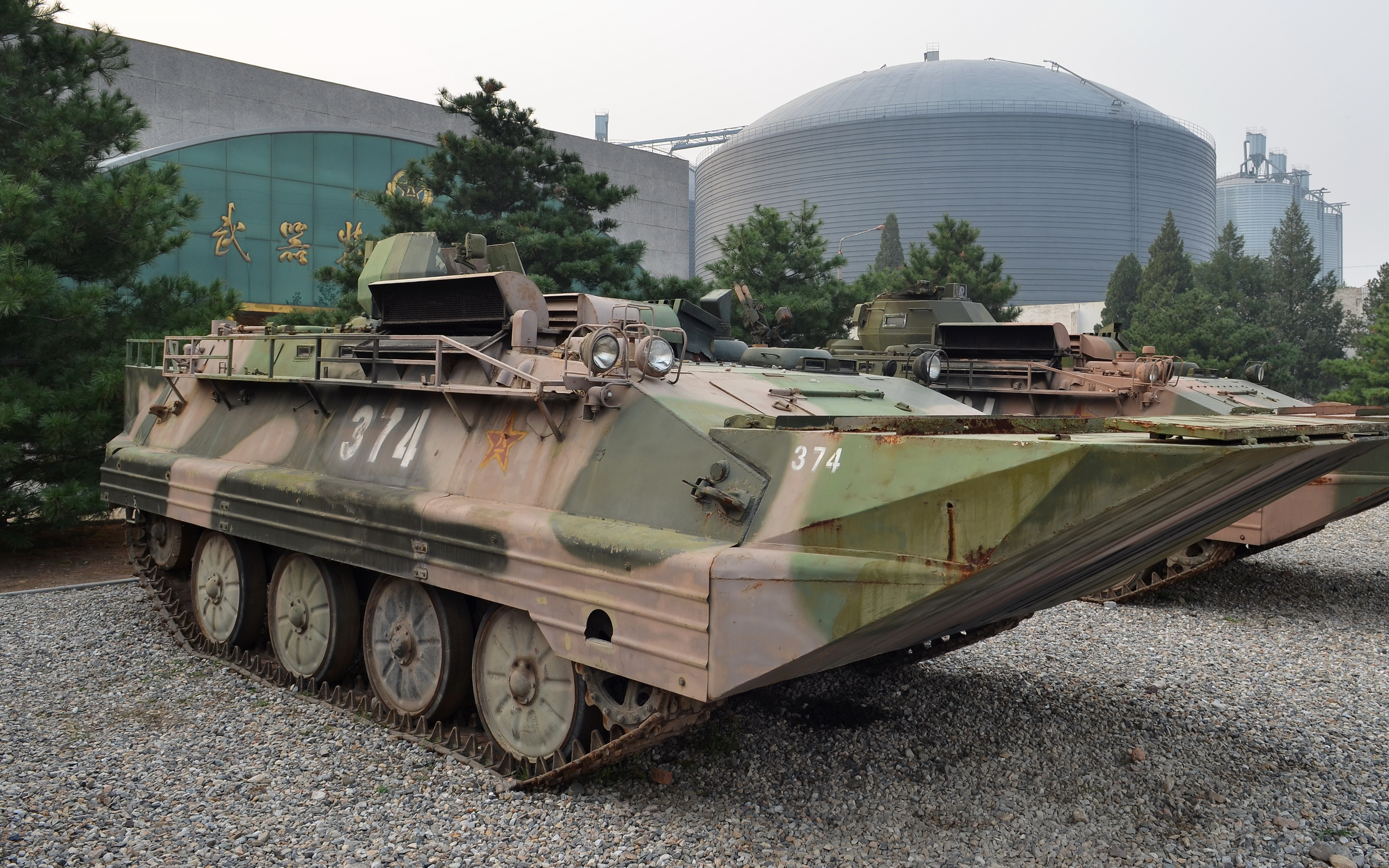
66式水陸両用装甲兵員輸送車（WZ-511）

指揮車型
63D式（YW-531D）/63E式（YW-531E）
無線機を1機追加した指揮通信車仕様。
YW-701（WZ-701）
兵員室を嵩上げした指揮通信車型。5機の無線機と発電機を搭載している。
YW-721（WZ-721）
YW-701の姉妹型。長距離通信装置を搭載した装甲通信中継車型。

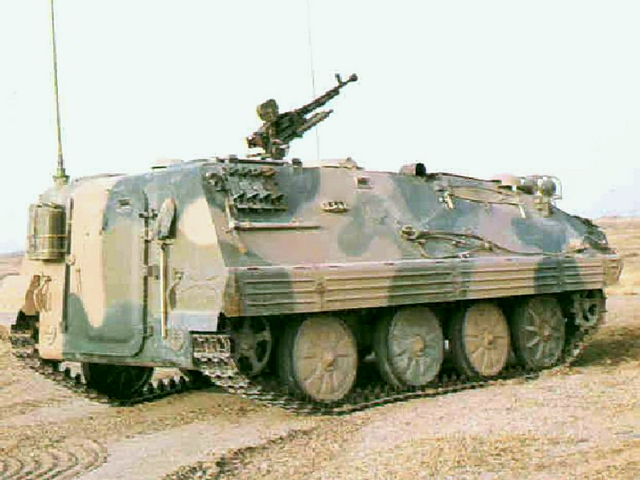
63E式(YW-531E)指揮通信車
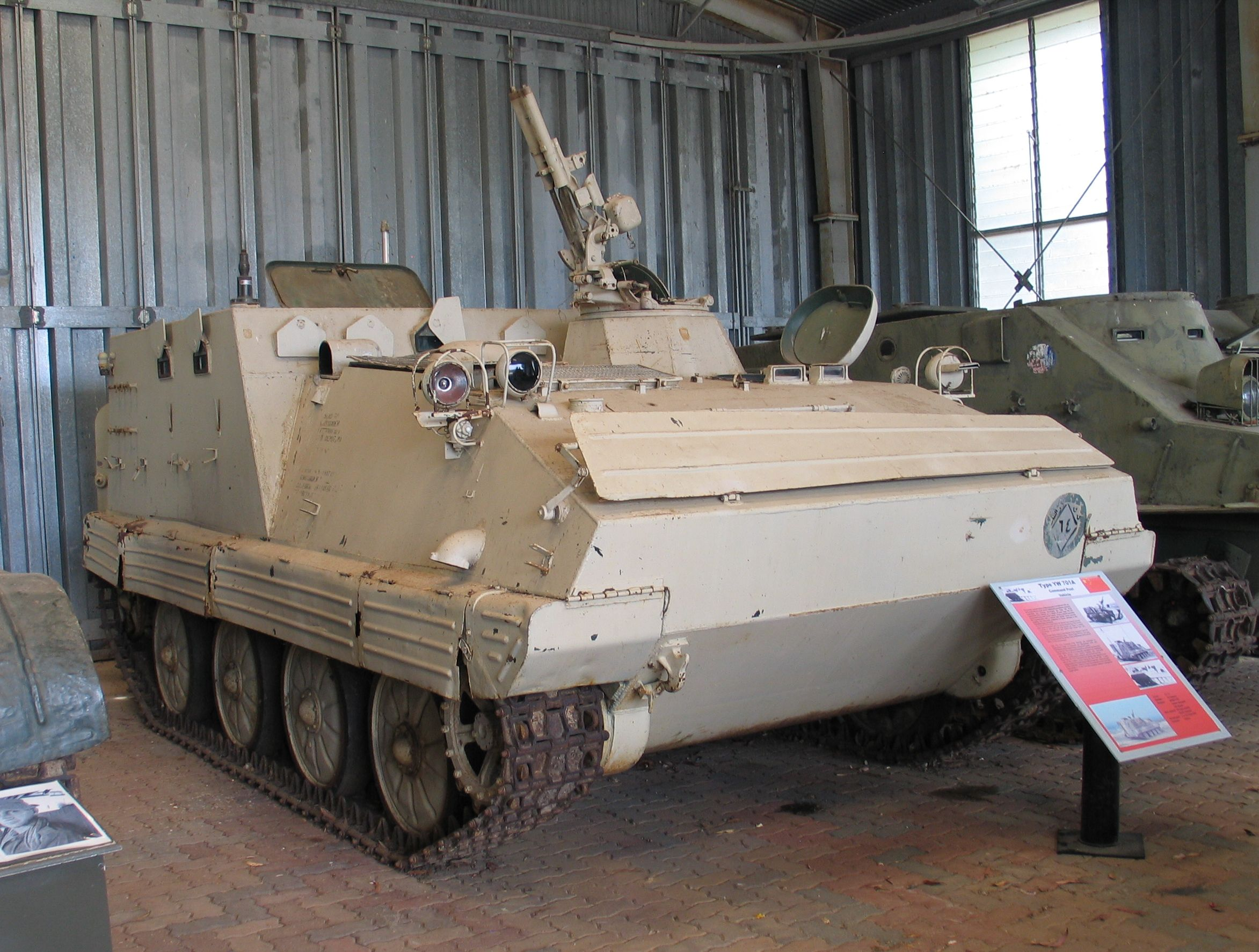
オーストラリア陸軍戦車博物館に展示されているYW-701指揮通信車

自走砲型
70式122mm自走榴弾砲（WZ-302）
63-I式の車体に54-I式122mm榴弾砲を搭載した自走榴弾砲。砲塔は無く、車体の兵員室上面をオープントップにして砲を設置しているため装甲防御力やNBC防護能力に劣る。
70-II式122mm自走榴弾砲（WZ-302）
70式の車体側面にフロートを装備し、浮航能力を付加した型。他に通信装置を強化した。これにより従来の70式は70-I式と呼称された。
70式130mm自走ロケット砲（WZ-303）
63式の車体に中国製の19連装130mmロケット弾発射機を搭載した自走式多連装ロケット砲。
YW-304
81mm迫撃砲を搭載した自走迫撃砲型。
YW-381
YW-304の姉妹型。120mm迫撃砲を搭載した自走迫撃砲型。

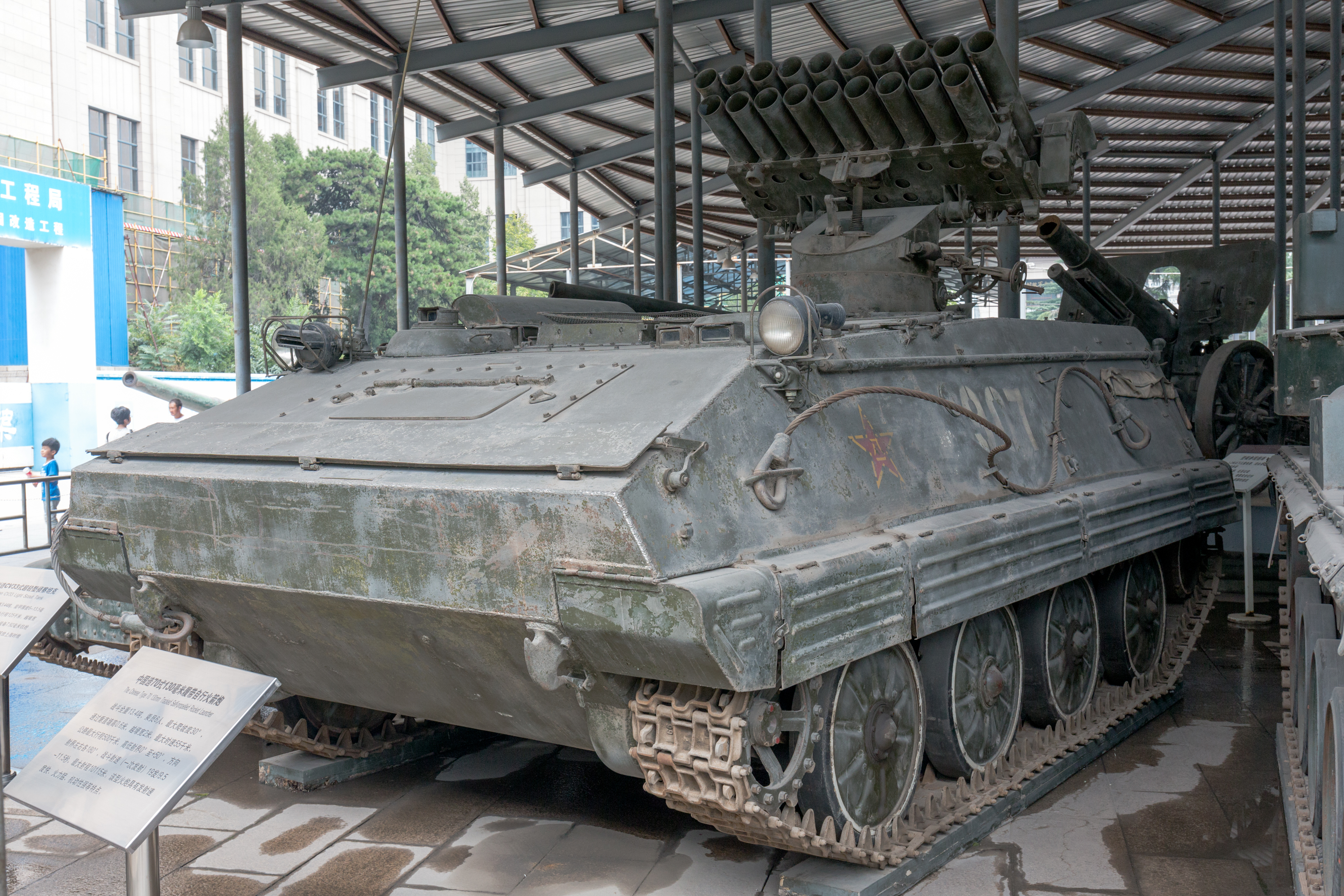
70式130mm自走ロケット砲
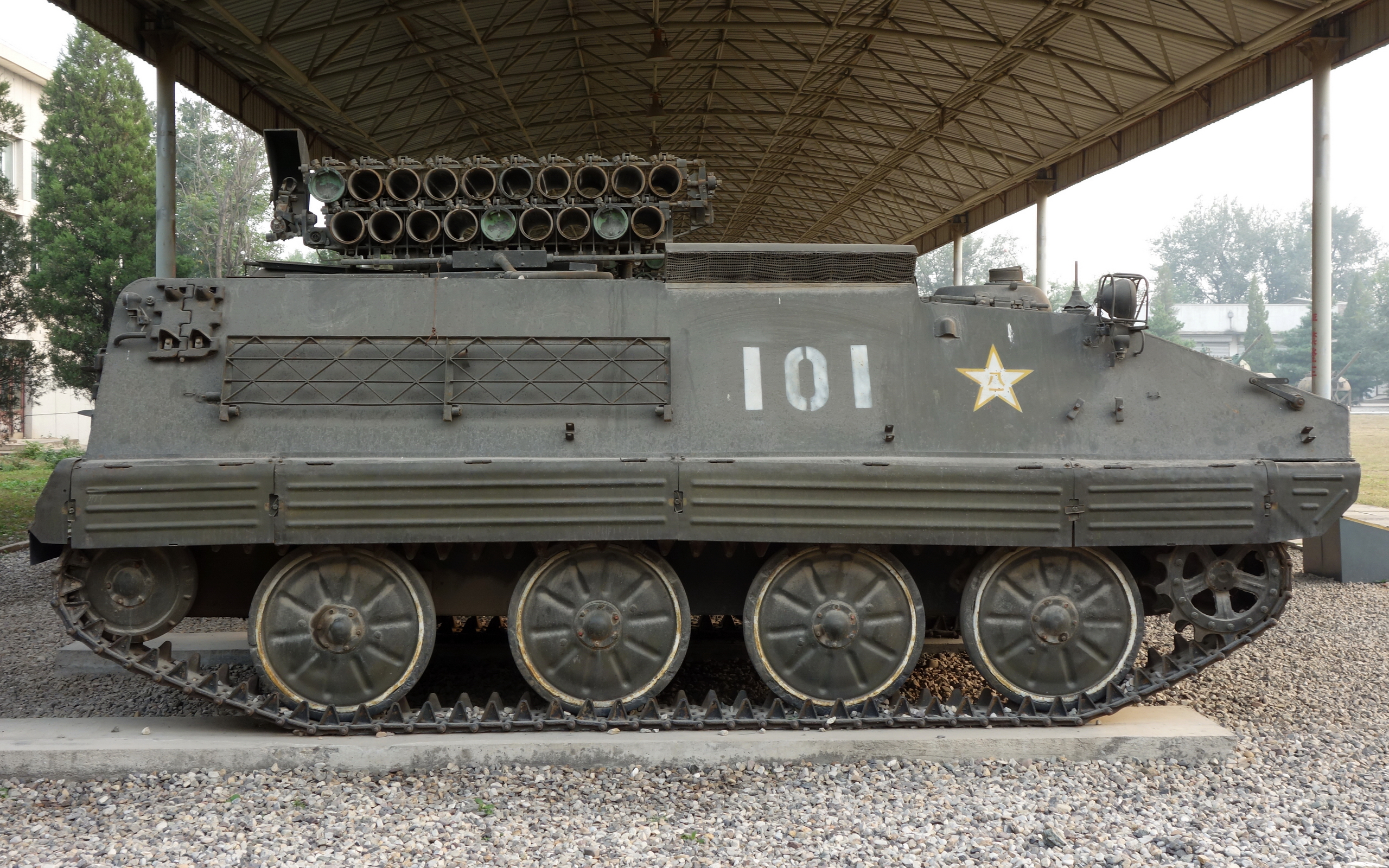

自走対空砲型
制式名称/制式番号は不明だが、車体上面に87式25mm連装機関砲を搭載した自走対空砲型が存在している。
国外の派生型
323式装甲兵員輸送車(VTT-323)
北朝鮮が63式を基に開発した装甲兵員輸送車。車体を転輪1軸分延長し、KPVT重機関銃2挺と照準器を備えた銃塔を装備している。戦闘指揮車型や多連装ロケット砲等の派生型も開発・運用されたほか、1984年にエチオピアとジンバブエに輸出されている
PT-85
北朝鮮が323式の車体延長型に85mm砲を装備した砲塔を搭載した水陸両用戦車。砲塔の形状は旧ソ連製のPT-76に類似している。転輪は6個。上部支持輪は無し。米軍呼称「M1985」。
BMT装甲戦車
タミル反乱軍LTTEが、スリランカ軍から奪った63式に、同じくサラディン装甲車の76mm低圧砲砲塔を搭載した改造車輌。